# Křeček dlouhoocasý
Křeček dlouhoocasý, též myš bělonohá nebo křečík dlouhoocasý (Peromyscus maniculatus) je malý hlodavec, obývající severní a střední Ameriku. Tělo dosahuje délky 7–10 cm (bez ocasu). Oblastí nejhojnějšího výskytu je jihovýchod USA, ale lze jej najít od severu Jižní Ameriky až po Aljašku.
Populace vytváří řadu poddruhů, některé geograficky vzdálenější; některé z nich už nejsou schopny plodného křížení.